# Rusty Dedrick
Rusty Dedrick, geboren als Lyle F. Dedrick, (Delevan, 12 juli 1918 - Summitville, 25 december 2009) was een Amerikaanse jazz-trompettist, componist, arrangeur en leraar in de swing en bop.
Dedrick studeerde aan Fredonia College en begon aan zijn muzikale loopbaan in 1938/1939 bij de bigbands van Bill Borden en Dick Stabile. Hierna werkte hij bij Red Norvo (1939-1941) en Claude Thornhill (1941/1942). Na zijn diensttijd speelde hij rond 1946 bij Ray McKinley en in 1946/1947 opnieuw bij Thornhill. Hierna werkte hij tot in de jaren zestig overwegend als studiomuzikant in New York, als trompettist maar ook als arrangeur en componist. Hij werkte in die jaren onder meer met Maxine Sullivan, Don Elliott, en Lee Wiley. Ook deed hij radio- en televisiewerk. In de jaren vijftig en zestig nam hij bovendien verschillende albums op, onder meer een tribuutplaat met nummers die Bunny Berigan had opgenomen, "A Salute to Bunny Berigan" (1957). Eind jaren zestig speelde hij mee bij plaatopnames van de vocale jazzpopgroep The Free Design, waarin alleen maar leden van de familie Dedrick speelden; Rusty Dedrick was de oom van de bandleden. In 1971 werd Dedrick directeur jazzstudies aan de Manhattan School of Music. Naast lesgeven bleef hij echter spelen en arrangeren. Zo werkte hij bijvoorbeeld met Lionel Hampton.
Dedrick is te horen op opnames van onder andere Gil Evans, Tito Puente, Doc Severinsen en Johnnie Ray. 

## Discografie
- Rusty Dedrick, 1955
- Counterpoint for Six Valves (met Don Elliott), Riverside, 1955/1956
- A Salute to Bunny Berigan, Counterpoint, 1957
- Rhythm and Winds, Esoteric Records, 1957
- The Big Band Sound, Four Corners, 1964
- A Jazz Journey, 1965
- All By Myself: The Music of Irving Berlin (Audiophile Records, 2002)